# Nuclei Comunisti Combattenti
I Nuclei Comunisti Combattenti furono un'organizzazione terrorista, correlata alle Brigate Rosse, attiva nel Centro-Nord Italia. I NCC commisero attentati dinamitardi contro le sedi della Confindustria di Roma, basi militari NATO, la fabbrica Zanussi e banche italiane e straniere.
La prima uscita viene fatta con un attentato contro la sede genovese della Lufthansa, come gesto di solidarietà nei confronti della Rote Armee Fraktion che combatteva contro la banche e lo Stato tedesco occidentale, ma in seguito il gruppo si affiliò alle Brigate Rosse.
A seguito del declino brigatista, i NCC ritornano in attività nel 1992 con un attentato dinamitardo contro la sede della Confindustria di Roma, per protestare contro la fine della "scala mobile", attentato che fallisce per un difetto dell'innesco; poi passano, sempre nel 1992, ad alcune azioni di propaganda in Veneto, con alcuni striscioni in cui inneggiano alla lotta armata contro il capitalismo e prendendo come obiettivo la NATO, considerata nelle tesi economiche e politiche del gruppo il braccio armato del capitalismo mondiale, il quale era controllato dagli USA. Nel gennaio e nel febbraio 1993 realizzano alcuni attentati dinamitardi contro la base americana di Aviano, che il 2 settembre 1993 attaccheranno a colpi di mitra. Dopo un anno di silenzio, nel dicembre 1994, attaccano a Roma il NATO Defense College, dove lanciano una bomba a mano contro la sede e sparano alcuni colpi di pistola, senza però provocare vittime, per poi lasciare alcuni volantini sul posto e inviarne alcuni alla stampa e alla Polizia italiana in cui dicono di voler combattere la NATO poiché viene ritenuta il braccio armato della borghesia contro i Paesi socialisti e i Paesi del terzo mondo.

## L'attacco dello Stato Italiano e la fine
Con l'azione decisa della magistratura e dello Stato italiano, vengono arrestati i componenti, molti dei quali brigatisti rossi degli anni settanta.